# Frank Norman Wilson
Frank Norman Wilson (* 19. November 1890 in Livonia, USA; † 11. September 1952 in Stockbridge, USA) war ein US-amerikanischer Kardiologe. Er ist der Namensgeber der Wilson-Ableitungen des Elektrokardiogramms (EKG) zur Schreibung der Herzstromkurven und des Wilson-Blocks, einer Form des Rechtsschenkelblocks.

## Leben
Frank N. Wilson wurde am 19. November 1890 in Livonia bei Detroit im Staat Michigan geboren. Nach dem Besuch der High School in Detroit begann er 1907 ein Medizinstudium an der University of Michigan, wo er 1913 zum medical doctor (M.D.) promovierte. 1914 heiratete Wilson die Musikstudentin Juel Mahoney und wurde als Assistent im Department of Internal Medicine der Universität von seinem Chef Albion Walter Hewlett beauftragt, mit dem dort neu angeschafften Saitengalvanometer (Cambridge string galvanometer), einem der ersten zwölf Geräte in den USA, das Elektrokardiogramm zu erforschen. 
1915 veröffentlichte er seine erste wissenschaftliche Arbeit auf diesem Gebiet, die 1930 von Louis Wolff, John Parkinson und Paul Dudley White rückblickend als erste Beschreibung des Wolff-Parkinson-White-Syndroms bezeichnet wurde.
Nach seiner Rückkehr aus dem Ersten Weltkrieg ging Wilson an die Washington University in St. Louis, wo er erste Arbeiten zum Rechtsschenkelblock verfasste. 1920 kehrte er als Associate Professor of Medicine an die Universität von Michigan zurück.
Zwischen 1929 und 1940 war Wilson u. a. mit der Entwicklung der auch heute noch oft nach ihm benannten Brustwandableitungen (Wilson-Ableitungen V1 bis V6, vgl. EKG-Ableitungen) und Forschungsarbeiten über den Rechtsschenkelblock befasst. Die nach ihm benannten Brustwandableitung publizierte er erstmals 1929/1930. Im Jahr 1934 beschrieb er die für den Rechtsschenkelblock typische Form der QRS-Komplexe (vgl. EKG-Nomenklatur) bei drei Patienten und führte sie auf Grund der Ähnlichkeit der Brustwandableitungen bei experimentell erzeugten Blockierungen des rechten Tawara-Schenkels bei Hunden auf eine vergleichbare Blockierung zurück.
Auf Grund seiner Arbeiten wurde besonders in Europa während mehrerer Jahrzehnte zwischen dem Wilson-Block und dem „klassischen Rechtsschenkelblock“ oder Bayley-Block unterschieden.